# Tysklands förenade lag i olympiska vinterspelen 1964
Tyskland deltog i olympiska vinterspelen 1964 i Innsbruck. Totalt vann de tre guldmedaljer, tre silvermedaljer och tre bronsmedaljer.

## Medaljer

### Guld
- Konståkning
  - Herrar: Manfred Schnelldorfer
- Rodel
  - Singel herrar: Thomas Köhler
  - Singel damer: Ortrun Enderlein

### Silver
- Konståkning
  - Par: Marika Kilius och Hans-Jürgen Bäumler
- Rodel
  - Singel herrar: Klaus Bonsack
  - Singel damer: Ilse Geisler

### Brons
- Alpin skidåkning
  - Störtlopp herrar: Wolfgang Bartels
- Nordisk kombination
  - Herrarnas individuella: Georg Thoma
- Rodel
  - Singel herrar: Hans Plenk